# Norcia
|  | Aquest article tracta sobre el poble italià. Si cerqueu la ciutat dels sabins, vegeu «Núrsia». |

Norcia és un municipi italià de la província de Perusa, a Úmbria. Es troba a 96 km de la capital de la regió, Perusa, al límit nord de l'altiplà de Santa Scolastica, un altiplà d'origen tectònic al cor dels Apenins de la zona Úmbria-Marcas, al Parc Nacional dels Monts Sibil·lins.

## Història

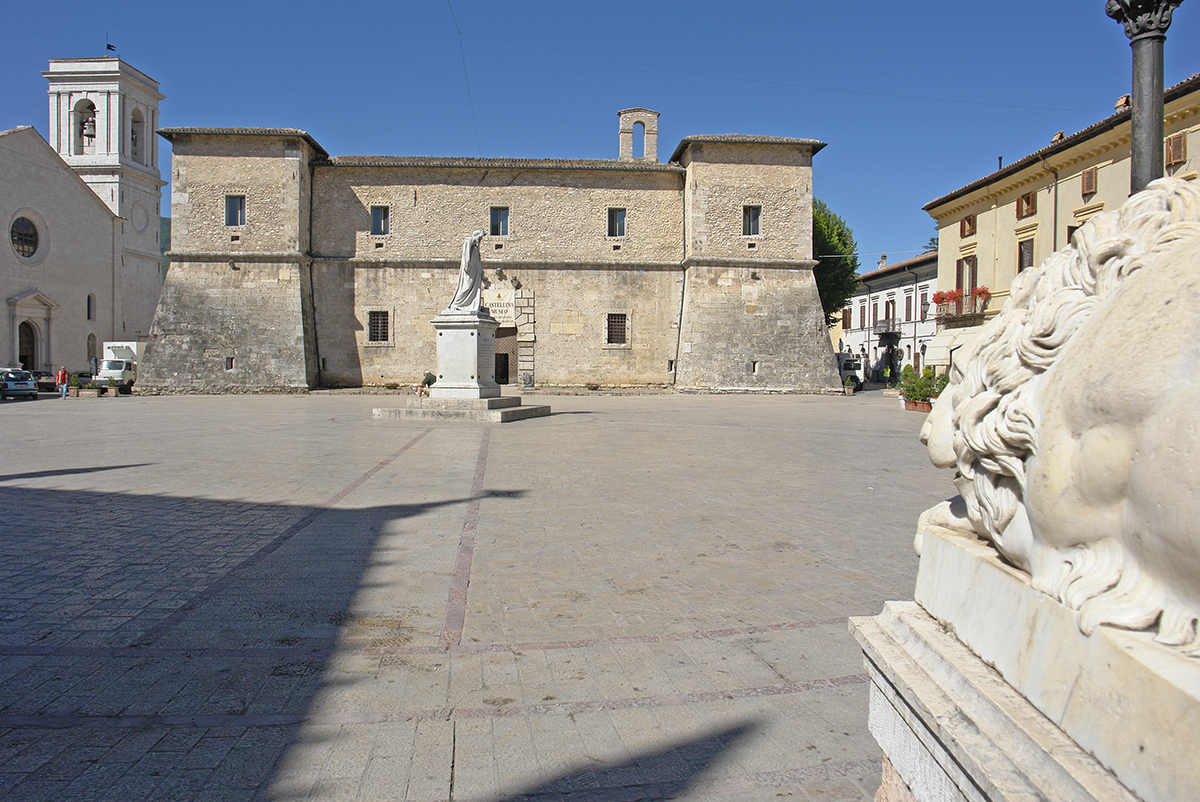
La Castellina.

La història de la ciutat comença amb l'assentament dels sabins al segle v aC. Es convertí en aliat de l'antiga Roma l'any 205 aC, durant la Segona Guerra Púnica, quan fou coneguda en llatí amb el nom de Núrsia, però les ruïnes romanes més antigues que perduren són del segle I.
El 122 aC nasqué a Núrsia Quint Sertori, destacat polític i militar romà de l'època del final de la República, cèlebre pel moviment antisilà que dirigí a Hispània.
Benet de Núrsia, el fundador del sistema monàstic benedictí, i la seva germana bessona Santa Escolàstica, nasqueren a Núrsia el 480. Durant el segle següent la ciutat fou conquerida pels llombards, i es convertí en part del Ducat de Spoleto. Al segle ix patí atacs de sarraïns, que donaren pas a un període de gran decadència.
Al segle xi, fou part del domini d'Enric II, emperador del Sacre Imperi Romanogermànic. Al segle xii, Norcia es convertí en comuna independent dins dels Estats Pontificis, amb un creixent prestigi polític i econòmic. La col·laboració amb l'abadia benedictina de Preci portà a la creació de la Schola Сhirurgica. Tanmateix, la proximitat de la poderosa ciutat de Spoleto i el terratrèmol de 1324 quebraren les ambicions de Norcia, i el 1354 tornà definitivament a l'autoritat papal.

## Evolució demogràfica[1]
| Gràfica d'evolució de Norcia entre 1861 i 2001 |
|                                                |

## Llocs d'interès
El nucli antic de Norcia és molt pla, la qual cosa és relativament inusual en les ciutats d'Úmbria, i completament tancat per un circuit total de muralles que ha sobreviscut intacte des del segle xiv, tot i molts terratrèmols. Després del terratrèmol del 22 d'agost de 1859, els Estats Pontificis, als quals Norcia pertanyia aleshores, imposaren un ferri codi de construcció prohibint estructures de més de 3 pisos i requerint a l'ús de certs materials i tècniques constructives.
Molts altres vestigis romans s'observen a través de la ciutat, especialment als murs de Sant Llorenç, la seva església més antiga. A la plaça de Sant Benet hi ha la Basílica de Sant Benet. És l'església principal de la ciutat, dedicada a Sant Benet de Núrsia, i està encara unida al monestir benedictí en actiu. Tot i que l'edifici actual fou construït al segle xiii, roman sobre les restes d'un o més petits edificis romans, que de vegades s'ha cregut que era una basílica romana, o alternativament l'actual casa en què el dos germans sants nasqueren. La façana, en estil gòtic, està caracteritzada per una rosassa central i un relleu representant els Quatre Evangelistes. A dins, el fresc de la Resurrecció de Llàtzer (1560) fou pintat per Michelangelo Carducci. L'altar del costat esquerre del transsepte conté el Sant Benet i Totila (1621) de Filippo Napoletano.
Vora l'església hi ha el Palazzo Comunale, edifici que es remunta al segle xiv, àmpliament reformat al segle xix a causa dels danys causats pels moviments sísmics anteriors.
A l'altra banda de la plaça hi ha el pòrtic delle Misure, un mercat de cereals a cobert, amb les mesures de capacitat marcades en la pedra encara visibles.
Al centre de la plaça s'alça el monument a Sant Benet de Núrsia, executat per Francesco Prinzi amb ocasió del XIV centenari del naixement del sant.

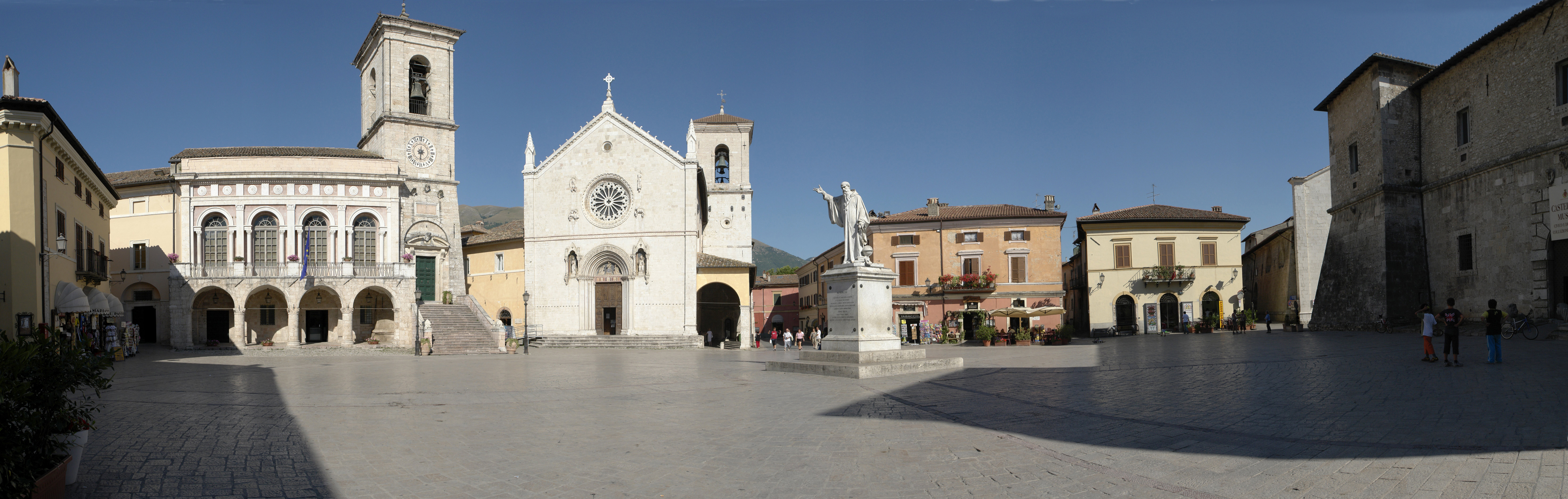
Plaça de Sant Benet: al centre de la fotografia, la basílica de Sant Benet amb el mercat Pòrtic delle Misure a la dreta i el Palazzo Comunale a l'esquerra. Al centre de la plaça hi ha l'estàtua dedicada al sant.